# Universidad de San Francisco

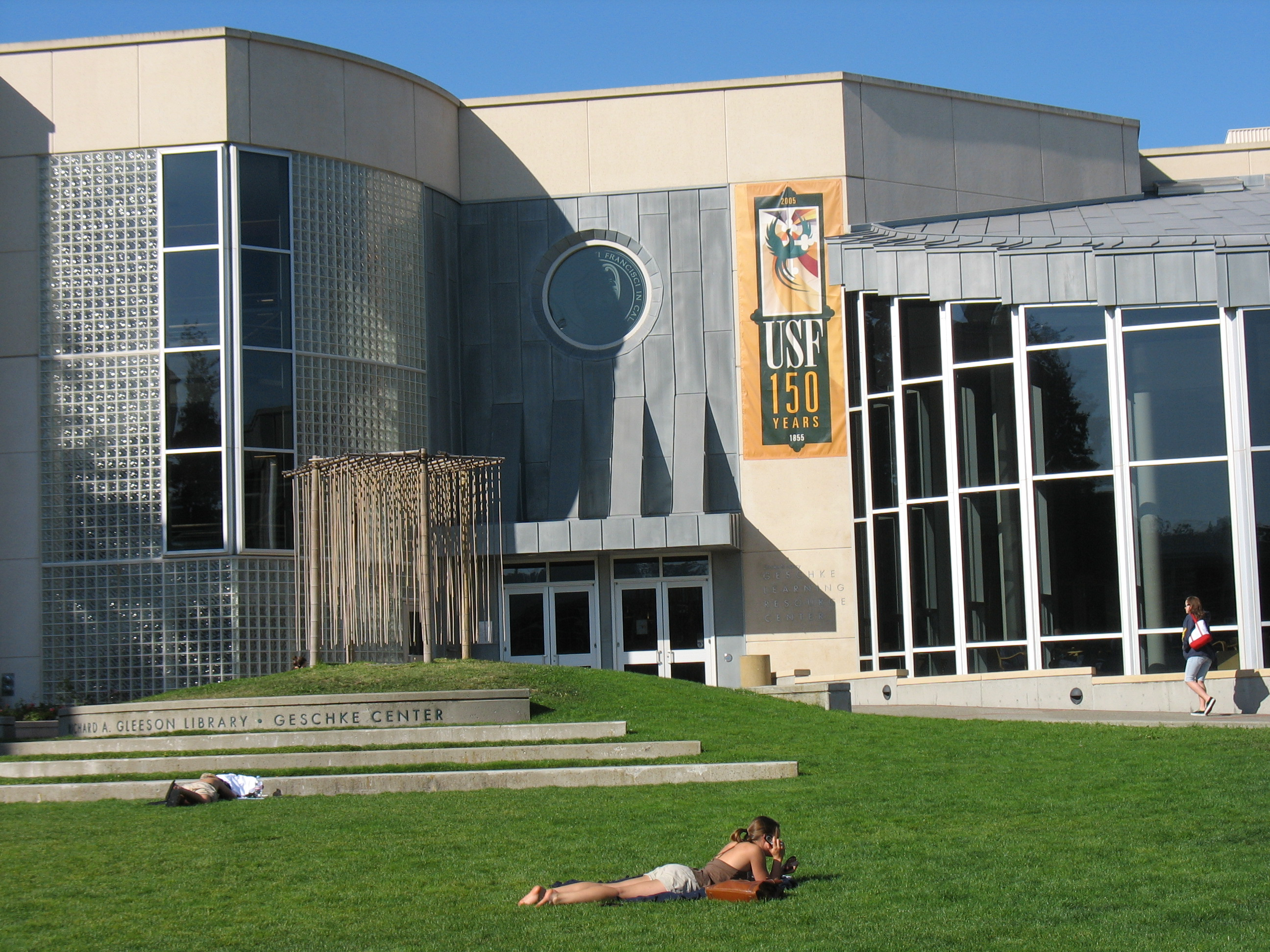
Edificio de la Biblioteca Gleeson y del centro de recursos de aprendizaje Geschke.

La Universidad de San Francisco (University of San Francisco en inglés y oficialmente) es una universidad privada, católica, de la Compañía de Jesús, ubicada en San Francisco, California, Estados Unidos de América. Forma parte de la Asociación de Universidades Jesuitas (AJCU), en la que se integran las 28 universidades que la Compañía de Jesús dirige en los Estados Unidos. La universidad es considerada como unas de las mejores universidades en el estado de California.

## Historia
Fue fundada como Academia San Ignacio por los Jesuitas italianos Joseph Bixio y Michael Accolti en 1855, en la calle Market, en el centro de San Francisco, cambiando su nombre a Saint Ignatius College en 1859. En 1927 se trasladó a su ubicación actual, y en 1930 cambió su nombre al actual.

## Deportes
USF compite en la División I de la NCAA, en la West Coast Conference. Destacan sus equipos de baloncesto y fútbol.